# Canjáyar (kommunhuvudort)
Canjáyar är en kommunhuvudort i Spanien.   Den ligger i provinsen Provincia de Almería och regionen Andalusien, i den södra delen av landet, 400 km söder om huvudstaden Madrid. Canjáyar ligger 604 meter över havet och antalet invånare är 1 568.
Terrängen runt Canjáyar är kuperad österut, men västerut är den bergig. Canjáyar ligger nere i en dal som går i öst-västlig riktning. Runt Canjáyar är det ganska glesbefolkat, med 28 invånare per kvadratkilometer. Närmaste större samhälle är Alhama de Almería, 16,2 km öster om Canjáyar. I omgivningarna runt Canjáyar växer i huvudsak buskskog.